# Xavier Coppolani

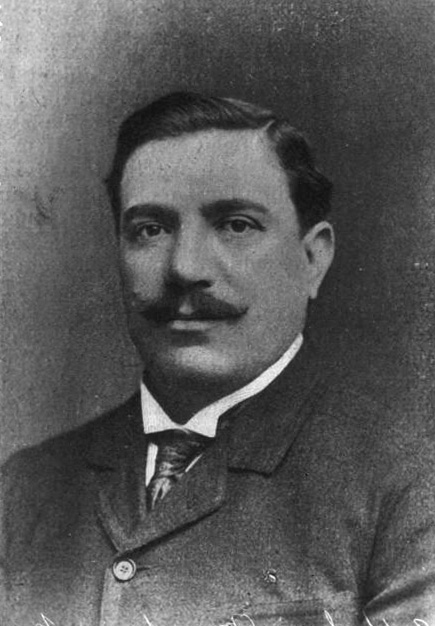
Xavier Coppolani

Xavier Coppolani (* 1. Februar 1866 im korsischen Marignana; † 12. Mai 1905 in Tidjikja) war ein französischer Kolonialbeamter und der Gründer Mauretaniens. Er wurde allgemein als „Friedenstifter in Mauretanien“ bezeichnet. Das Territorium, das er erstmals definierte, wurde „Westliches Mauretanien“ genannt und erstreckte sich vom rechten Senegalufer bis zum Kap Juby.

## Anfänge
1879 ging Xavier Coppolani im Alter von 13 Jahren nach Algerien. Er lebte bei seiner ältesten Schwester und deren Mann, die sich in Sidi Mérouane, unweit von Constantine, niedergelassen hatten. In Constantine schloss er seine Schulausbildung ab.
Danach übte er verschiedene Tätigkeiten für die lokale französische Verwaltung aus. Im April 1889 wurde er zum Sekretär der gemischten Gemeinde von Oued Scherf ernannt. Dort setzte er sich intensiv mit der Mentalität der einheimischen Bevölkerung auseinander. Er lernte Arabisch und Stammesrecht und beschäftigte sich mit dem starken Einfluss der muslimischen Bruderschaften auf die einheimische Bevölkerung. 1893 veröffentlichte er eine Monographie über die Bruderschaft Ammaria, die Anfang des 20. Jahrhunderts von Sidi Ammar ben Senna, einem lokal bedeutsamen Heiligen, gegründet worden war.
Aufgrund seiner Beschäftigung mit der Ammaria und administrativen Tätigkeit in der gemischten Gemeinde entwickelte er seine Thesen, welche die bis dahin wankelmütige und unsichere Politik Frankreichs gegenüber den Einheimischen nachhaltig beeinflussen sollten. An die regierenden Kreise Algeriens gerichtet schrieb er: „In muslimischen Ländern ersetzt das Wort Religion das Wort Vaterland. Der Islam ist eine Einheit. Wo auch immer man sich innerhalb seines Einzugsgebiets an ihm stößt, hat das Auswirkungen überall dort, wo Gläubige leben“.
Durch diese Studie wurde Coppolani in der algerischen Verwaltung bekannt, was dazu führte, dass er 1896 an das Amt für Angelegenheiten der Einheimischen und des Militärpersonals in Algier versetzt wurde. Dort wurde er Assistent von Octave Depont und erstellte gemeinsam mit ihm eine Studie über die religiösen muslimischen Bruderschaften. Das Buch erschien im September 1898 in Algier.

## Seine Idee
Coppolani ist überzeugt, dass die kolonialen Bestrebungen ohne ein gutes Einverständnis zwischen der Kolonialverwaltung und den kolonisierten Völkern niemals erfolgreich sein können. Die innovative Idee Coppolanis ist es, auf der Basis des Verständnisses für deren Kultur und lokalen Bräuche eine Annäherung zwischen der Kolonialmacht und den religiösen Führern herbeizuführen mit dem Ziel, über große Teile der einheimischen Bevölkerung Einfluss zu gewinnen.
1901 entwirft er in Paris einen „Befriedungsplan“ für die maurischen Gebiete, der von der französischen Regierung gebilligt wird. Vorbild für diesen Plan war die Befriedung Madagaskars durch Joseph Gallieni.
Die beiden religiösen Führer Scheich Saad Bouh und Scheich Siddiya, verlässliche Freunde Coppolanis, nannten ihn den „Zauberer“ und verwiesen damit auf sein einnehmendes Wesen und sein diplomatisches Geschick. In seinem Bestreben, den Kolonialismus im Geist des Respekts vor der Kultur und den religiösen Überzeugungen der einheimischen Bevölkerung voranzutreiben, bediente er sich seiner umfassenden Kenntnis der arabischen und muslimischen Kultur mit dem Ziel, dass die Stämme Mauretaniens eine Verwaltung akzeptieren, die mit ihren Sitten vertraut ist.

## Karriere
1895 wird Xavier Coppolani als Assistent des leitenden Direktors des Amtes für Angelegenheiten der Einheimischen und des Militärpersonals in Algier berufen. 1898 wird Coppolani von General de Trentinian, damals Gouverneur des Französisch-Sudan, aufgefordert, seinen Befriedungsplan in dieser französischen Kolonie anzuwenden und seine bis dahin rein theoretisch vorgetragenen Ideen erstmals in die Praxis umzusetzen.
Er knüpft erste Kontakte mit den maurischen Stämmen des Hodh El Gharbi und des Azawad. „Die Mauren waren von seiner großen stattlichen Erscheinung, seiner Liebenswürdigkeit und ganz besonders von seiner Kenntnis ihrer Sprache und Religion beeindruckt und empfingen ihn sehr wohlwollend“, schreibt Geneviève Désiré-Vuillemin. Er nimmt die Unterwerfung mehrerer Stämme entgegen und lässt sich in Timbuktu nieder, wo er mit den Stammesführern konferiert.
Zielstrebig verfolgt er die Politik, wie er sie in seinem „Plan d’ensemble d’organisation des tribus maures“ niedergelegt hat. Er wird Leiter des Dienstes für muslimische Angelegenheiten im Pariser Kolonialministerium und später Leiter des Spezialdienstes für maurische Angelegenheiten in Saint-Louis.
1899 wird er zum Residenten (oberster ortsansässiger Vertreter Frankreichs) in Mauretanien ernannt. 1902 wird er zum Generalsekretär der Kolonien und als solcher zum Kommissar des Generalgouvernorats Senegal in Mauretanien ernannt. Er wird beamtenrechtlich in Reservebereitschaft gestellt, das heißt außerhalb der Laufbahn zur besonderen Verwendung.
Mit Coppolani vollzieht sich die erste Phase der französischen Landnahme in den Regionen auf dem nördlichen Senegalufer mit der friedlichen Durchdringung und der Errichtung der Verwaltungseinheiten Trarza (1903), Brakna (1904) und Tagant (1905) als französisches Protektorat. Hierüber berichtet er seinem Vorgesetzten Ernest Roume, Gouverneur von Französisch-Westafrika.

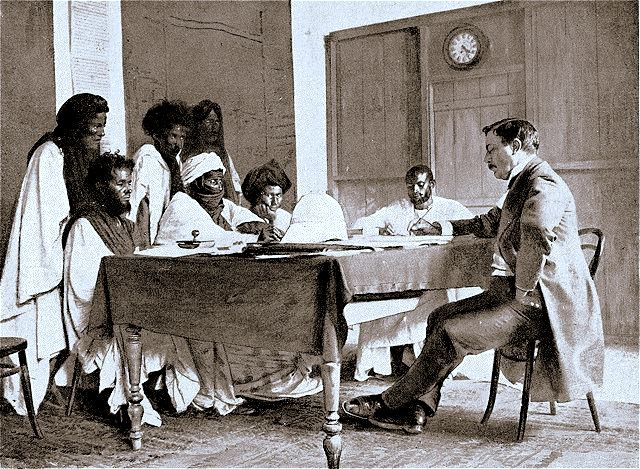
Xavier Coppolani in Mauretanien

Präsident Waldeck-Rousseau betraut ihn mit der Aufgabe, in Westsahara ein Gebiet zu schaffen, das später (1904) Westliches Mauretanien genannt wird. Er ist also dessen Gründer und wird zum obersten Verwalter dieser administrativen Einheit ernannt. Erneut kann er das Vertrauen bestimmter Stämme gewinnen.
In Mauretanien stehen Coppolani drei wichtige religiöse Führer gegenüber:
- Scheich Siddiya Baba, der über großen Einfluss in Trarza, Brakna und Tagant verfügt,
- Scheich Saad Bouh, dessen Macht sich bis in den Tagant und nach Senegal erstreckt,
- Scheich Ma el-Ainin, der Halbbruder von Saad Bouh und Führer im Adrar und im Norden sowie in Spanisch-Sahara und im Süden Marokkos.

Scheich Ma el-Ainin bekämpft die beiden anderen religiösen Führer ebenso wie die vordringenden Franzosen. Schon General Louis Faidherbe, 1854–1861 Gouverneur des Senegal, hatte darauf hingewiesen, dass der Schlüssel für die Befriedung Mauretaniens im Adrar liegt. Ma el-Ainin setzt auf militärische Stärke und sucht die Unterstützung des Königs von Marokko, indem er dessen Oberherrschaft über Mauretanien anerkennt – mit großen Konsequenzen für die Region im 20. Jahrhundert.
Während seines Marsches nach Adrar wird Coppolani am 12. Mai 1905 von Mitgliedern einer fanatischen Bruderschaft unter Führung von Sidi Seghir Ould Moulay Zein – auf Betreiben von Ma el-Ainin – in Tidjikja ermordet. Hintergrund dieser Tat war unter anderem Coppolanis Absicht, den von der Kolonialverwaltung mehr oder weniger tolerierten illegalen, aber lukrativen Waffenschmuggel und Sklavenhandel mit den Stämmen des Nordens zu unterbinden. Damit zog er die Gegnerschaft der einflussreichen Händlerschaft in Saint-Louis auf sich, die folglich ihrerseits die von ihm angestrebte Befriedung der Region bekämpfte. – Robert Randau, der Coppolanis Unternehmen bis zu dessen Ermordung begleitete, beschreibt all diese Vorgänge in seinem Roman Les Explorateurs und in seinem biografischen Bericht Un Corse d’Algérie chez les hommes bleus: Xavier Coppolani le pacificateur.
Ma el-Ainin versuchte weiterhin, mit Versprechungen seitens Marokkos, die Unterstützung der maurischen Stämme für seinen Kampf zu gewinnen. 1906 mobilisierte Scherif Moulay Idris, ein Vetter des Königs von Marokko, zusammen mit den Kämpfern Ma el-Ainins eine Streitmacht von 600 Mann und belagert Fort Coppolani in Tidjikja, ohne Erfolg. 1908 übernahm Colonel Gouraud die Führung der Streitkräfte in Mauretanien und beendete damit Coppolanis Strategie der friedlichen Durchdringung.

## Coppolani und die Militärs
Die Truppen, die Coppolani begleiteten, waren überwiegend einheimische oder algerische Hilfstruppen, die in Coppolanis Auftrag rekrutiert wurden. Die etwa 100 regulären senegalesischen Schützen wurden meist von französischen Leutnants geführt, die aber Coppolani unterstellt waren und von ihm weitgehend zur Sicherung der unterworfenen Gebiete eingesetzt wurden. Immer wieder gab es Ärger mit diesen Leutnants, die der Meinung waren, von einem Zivilisten keine Befehle entgegennehmen zu müssen. Ganz allgemein waren die Militärs überzeugt, Coppolani hätte in ihrem ureigenen Tätigkeitsgebiet, der Eroberung neuer Gebiete für Frankreich, nichts verloren. Er würde ihnen Gelegenheit nehmen, sich auszuzeichnen. Auch die Händlerschaft von Saint-Louis sabotierte Coppolanis Unternehmen, insbesondere die Nachschubversorgung, weil sie um ihr lukratives, aber illegales Geschäft fürchtete (Gummi Arabicum gegen moderne Gewehre und Sklaven).

## Familie
Coppolani heiratete im Oktober 1902 in Paris Armandine de Blois, deren Familie unter den ersten war, die Algerien besiedelten. – Er hat sie nicht oft gesehen.
Sein Urgroßneffe Georges schrieb 2005, zum 100. Todestag seines Großonkels Xavier, eine Biografie, um dessen Leben und Werk zu würdigen und ihn dem allgemeinen Vergessen in Frankreich zu entreißen.

## Veröffentlichungen

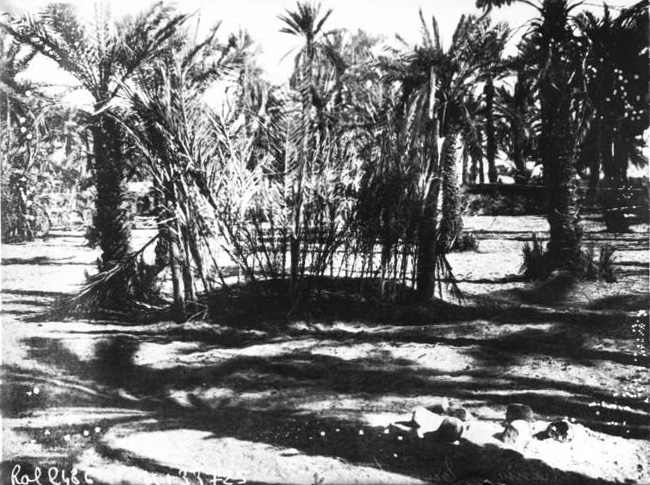
Grabstätte Coppolanis in Tidjikja

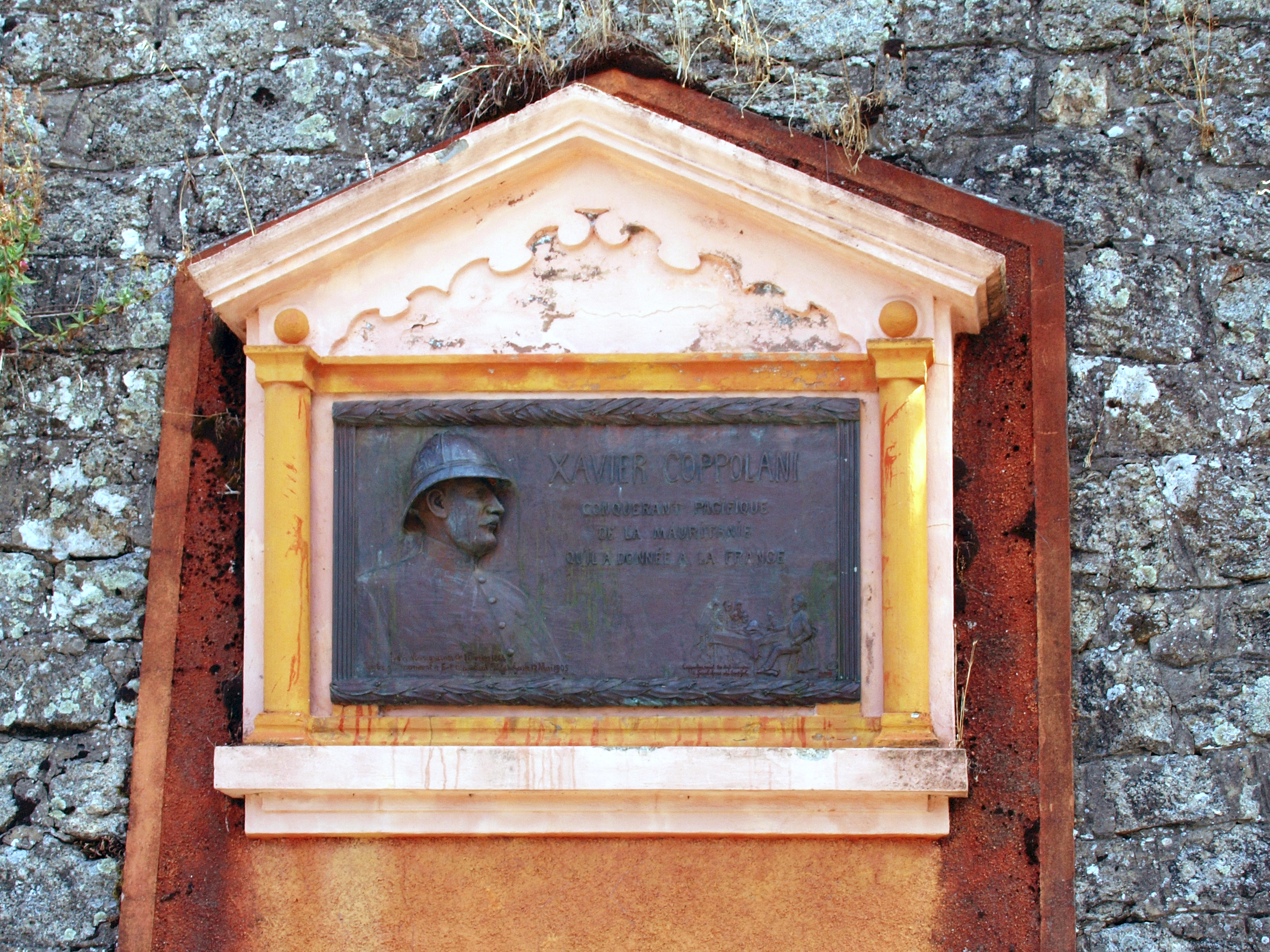
Denkmal in seinem Geburtsort Marignana mit der Aufschrift: „Conquerant pacifique de la Mauretanie qu'il a donnée à la France“ (dt. Friedlicher Eroberer Mauretaniens, das er Frankreich gab)

Coppolani veröffentlichte 1897 in Zusammenarbeit mit Octave Depont und im Auftrag von Jules Cambon, dem Generalgouverneur Algeriens, das Handbuch Les confréries religieuses musulmanes.
Er vertritt die These, dass nicht der Islam sich der Kolonisierung widersetzt, sondern die zahlreichen muslimischen Bruderschaften, die er in Struktur und Wirkung religiösen Sekten gleichsetzt. Er betrachtet deren Führer als „muslimische Mönche“, die als Mittler zwischen Gott und den Gläubigen diese fanatisieren. Coppolani glaubt, dass ihr Einfluss nur durch Überzeugung reduzieren werden kann und nicht mit dem Gewehr. In Französisch-Sudan und in Mauretanien hatte er einigen Erfolg damit.
Sein Bericht an Ernest Roume trägt den Titel Mission d’organisation des territoires du Tagant.

## Nachträgliche Ehrungen und Denkmäler
Die Grabstätte Coppolanis befindet sich noch in Tidjikja. Die arabische Grabinschrift, die heute verschwunden ist, lautete: Il fut l'ami des Musulmans کان صديقا للمسلمين / Kan Ṣadiqū lil-Muslimīn / ‚Er war der Freund der Muslime‘.
Zu Ehren Xavier Coppolanis wurde in seinem Geburtsort Marignana ein Denkmal errichtet.